# Eugoa gemina
Eugoa gemina là một loài bướm đêm thuộc phân họ Arctiinae, họ Erebidae.